# Callerebia
Callerebia är ett släkte av fjärilar. Callerebia ingår i familjen praktfjärilar.

## Bildgalleri

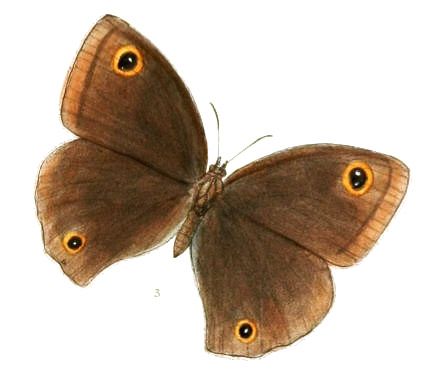
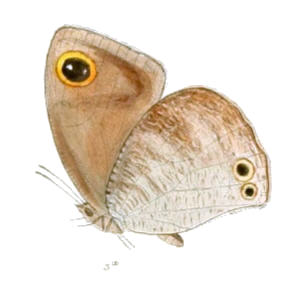
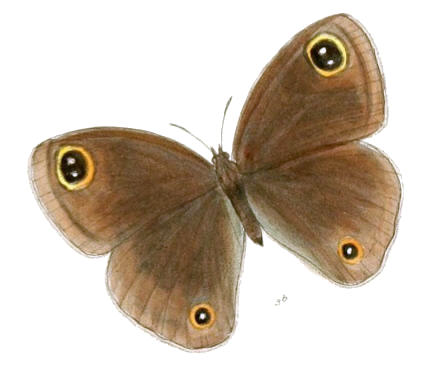
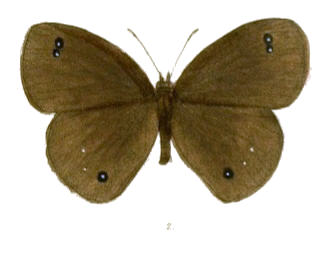
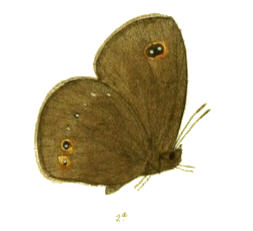
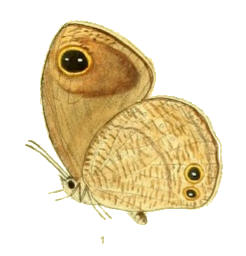

## Dottertaxa tillCallerebia, i alfabetisk ordning[1]
- Callerebia afghana
- Callerebia annada
- Callerebia asura
- Callerebia atuntseana
- Callerebia baileyi
- Callerebia bumosa
- Callerebia caeca
- Callerebia carola
- Callerebia cashapa
- Callerebia chitralica
- Callerebia chiuna
- Callerebia confusa
- Callerebia daksha
- Callerebia danorum
- Callerebia dohertyi
- Callerebia fasciata
- Callerebia helios
- Callerebia howarthi
- Callerebia hyagriva
- Callerebia hybrida
- Callerebia icelos
- Callerebia ida
- Callerebia intermedia
- Callerebia jordana
- Callerebia kala
- Callerebia kalinda
- Callerebia kamriana
- Callerebia kuatunensisi
- Callerebia kusnezowi
- Callerebia lorimeri
- Callerebia mani
- Callerebia manioides
- Callerebia materta
- Callerebia modesta
- Callerebia mohabbati
- Callerebia nada
- Callerebia narasingha
- Callerebia nirmala
- Callerebia ophthalmica
- Callerebia opima
- Callerebia orixa
- Callerebia pagmanni
- Callerebia panjshira
- Callerebia pomena
- Callerebia reducta
- Callerebia ricketti
- Callerebia roxane
- Callerebia scanda
- Callerebia scandina
- Callerebia shakti
- Callerebia shallada
- Callerebia shandura
- Callerebia shuana
- Callerebia styx
- Callerebia subocellata
- Callerebia summa
- Callerebia tarbena
- Callerebia tsirava
- Callerebia watsoni
- Callerebia yasina